# Fedor Holz
Fedor Holz est un joueur de poker professionnel allemand né le 25 juillet 1993 à Sarrebruck. Il se focalise principalement sur les tournois à hauts enjeux (High Roller).
En juin 2018, Holz a été inclus par le magazine Forbes dans sa liste des 30 allemands des moins de 30 ans (30 Under 30). En 2018, avec 32 millions de gains cumulé en tournoi live, Feder Holz est le plus gros gagnant allemand, en tête de la Germany All Time Money List.

## Biographie
Holz grandit avec ses frères et sœurs, élevé par sa mère célibataire près de Sarrebruck. Enfant, il joue aux échecs et se qualifie dans ce sport pour les championnats allemands. A l'école, Holz, dont le quotient intellectuel est estimé à 155, saute une classe et obtint son diplôme au lycée Theodor-Heuss-Gymnasium de Sulzbach à l'âge de 17 ans. Il commence ensuite à étudier l'informatique, mais abandonne après deux semestres. En 2013, Holz vit à Vienne en colocation avec un autre joueur de poker High Stakes. Il vit depuis 2016 dans son propre appartement à Vienne.

## Performances notables
Holz joue en ligne sous les surnoms CrownUpGuy (PokerStars), BrickAndCRAI (Full Tilt Poker et 888poker) et ineedcrowns (PokerStars.FR).
Fin septembre 2014, Holz a remporté le Main Event du Championnat du Monde de Poker en ligne (WCOOP) sur Pokerstars.  
En janvier 2016, à l'âge de 22 ans, il remporte le tournoi Triton Super High Roller pour 3 463 500 $.
En mai 2016, il arrive deuxième au Super High Roller Bowl et gagne 3 500 000 $.
Le 8 juillet 2016, Feder Holz remporte son premier bracelet WSOP (World Series of Poker) au 111 111 $ High Roller for One-Drop event (tournoi à 111 111 $ de prix d'entrée), tournoi du World Series of Poker 2016. Il gagne ce tournoi devant 183 joueurs professionnels, amateurs et divers célébrités, et récolte pour sa victoire un prix de 4 981 775 $.
À la mi-septembre 2016, Holz prend la deuxième place derrière bencb789, également d'Allemagne, au WCOOP 2016 Super High Roller Event, le tournoi de poker en ligne le plus cher au monde à ce jour avec un buy-in de 102 000 $, et a reçu plus de 1 million de dollars en gain. 
Depuis septembre 2017, Holz représente partypoker et joue sur sa plateforme sous le surnom de Fedor_Holz.  
Fin 2018, avec 32 millions de gains cumulés en tournoi live, Feder Holz est le premier de la Germany All Time Money List, et 4e de All Time Money List derrière Justin Bonomo, Daniel Negreanu et Erik Seidel.